# Йозеф делла Рейна
Йозеф делла Рейна (исп. Yosef de la Reina) (ок. 1418 — 1472) — каббалист, пытавшийся ускорить наступление мессианской эры.

## Биография
Жил в XV веке в Испании (также в Цфате и Северной Африке). Согласно еврейской легенде, он попытался ускорить наступление мессианской эпохи и погиб из-за этого. Его судьбу буквально трактовали еврейские литераторы Шмуэль Йосеф Агнон и Исаак Башевис-Зингер. Рассказ о мессианском эпосе Джозефа делла Рейны проиллюстрирован в стихотворении Меера Винера, опубликованном в Вене в 1919 году.

## Легенда
Легенда, возникшая в кругах каббалистов в пору изгнания евреев из Испании, повествует, что Иосеф дела Рейна стремился уничтожить власть Сатаны над человечеством. Легенда о его попытке к скорейшему приходу Мошиаха используется как поучительная история, предупреждающая об опасностях каббалистической магии. По легенде делла Рейна пытается заставить прибыть мессию, захватив Асмодея (по иным сведениям — Самаэля), и Лилит. Сначала делла Рейне удается заковать повелителя демонов в цепи («связать священными именами»), но затем он становится неосторожным, позволяя тому перехитрить себя (поддался соблазну воскурить ему фимиам, и этот поступок, равный идолопоклонству, привёл к поражению). В конце концов, делла Рейна отчаивается из-за своей неудачи в попытке наставить повелителя демонов на праведный путь, и становится колдуном-еретиком. Впоследствии, получив от раввинов за свои действия херем (шаммату), совершает самоубийство, бросаясь в Средиземное море.
Самая ранняя версия легенды содержится в сочинении Аврахама бен Элиэзера ха-Леви (ок. 1460 — не ранее 1528). Моше Кордоверо (1522 — 1570) и Хаим Витал (1542 или 1543 — 1620) приводят судьбу Йозефа делла Рейна как пример губительности обращения к магии для приближения прихода Мессии. Популярность в XVIII–XIX веках получила самая детальная и поэтичная версия легенды, составленная иерусалимским каббалистом Ш. Наварро (1606 — ?). Она была переведена на многие языки и послужила основой для поэм, баллад, пьес, повестей и рассказов. В XX веке на её сюжет создали драмы М. Фонер (1854 — 1936), Ц. Х. Секлер (1883 — ?), Я. Кахан (1881 — 1960), Д. М. Хорвиц, написал повесть Д. Цалка (1936 — 2005).

## Семья
По сведениям заведующего украинской редакцией Нью-Йоркского бюро «Радио Свобода» Ю. Б. Дулерайна, он является потомком каббалиста. Ещё одним, по его же сведениям, может быть Нестор Дюлёран.